# Odontocheilopteryx dollmani
Odontocheilopteryx dollmani är en fjärilsart som beskrevs av Willie Horace Thomas Tams 1930. Odontocheilopteryx dollmani ingår i släktet Odontocheilopteryx och familjen ädelspinnare. Inga underarter finns listade i Catalogue of Life.